# Avicultură

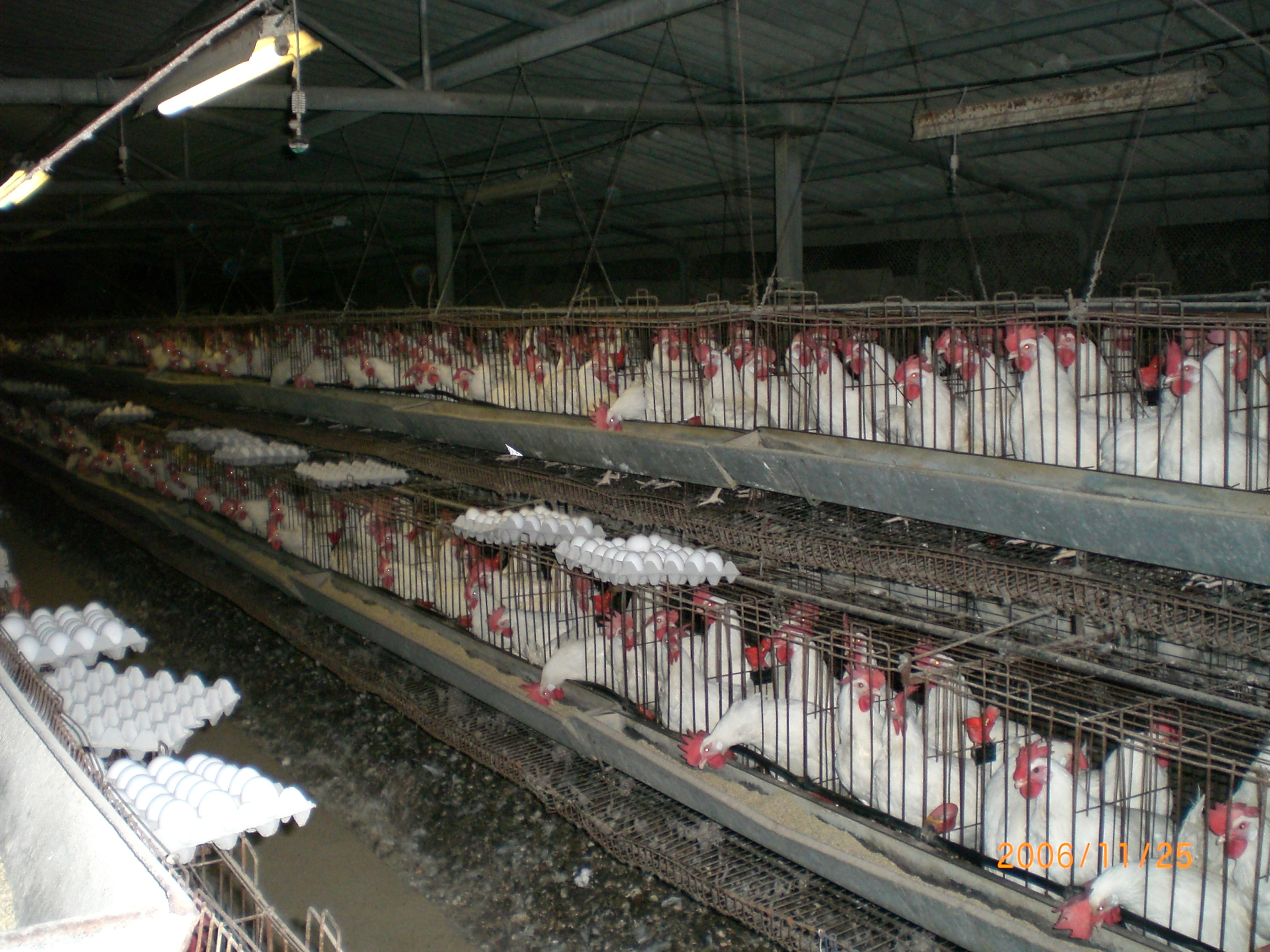

Avicultura este știința care se ocupă cu elaborarea metodelor privitoare la creșterea, hrănirea, întreținerea și îmbunătățirea speciilor și raselor de păsări în scopuri economice.
Este o ramură a zootehniei, constituind, pe lângă producția de ouă, un mijloc important de creștere a producției de carne.